# University of South Africa
University of South Africa (1873–1916 benämnt University of the Cape of Good Hope) är ett sydafrikanskt universitet beläget i Pretoria i Sydafrika. Universitetet har ett starkt fokus på distansutbildning och är med över 300 000 studenter ett av de största universiteten i världen. Det hör till ACU-nätverket (Association of Commonwealth Universities) med olika andra universitet inom Samväldet.
Universitetets nuvarande rektor och vicekansler är professor Mandla S Makhanya.